# Q36.5 Pro Cycling Team
El Q36.5 Pro Cycling Team (codi UCI: Q36) és un equip ciclista professional suís de categoria UCI ProTeam. L'equip fou fundat el 2023 amb la implicació dins l'equip de Vincenzo Nibali.

## Principals victòries

### Curses d'un dia
- Clàssica d'Almeria: 2023 (Matteo Moschetti)
- Gran Premi d'Isbergues: 2023 (Matteo Moschetti)

### Curses per etapes
- Sibiu Cycling Tour: 2023 (Mark Donovan)

### Campionats nacionals
- Campionat de Canadà en ruta: 2023 (Nickolas Zukowsky)
- Campionat d'Espanya en contrarellotge: 2024 (David de la Cruz)

## Classificacions UCI
L'equip participa en les proves dels circuits continentals, en particular de l'UCI Europa Tour. La taula presenta les classificacions de l'equip en els diferents circuits, així com el millor ciclista en la classificació individual.
UCI Amèrica Tour
| Temporada | Classificació per equips | Millor ciclista en la classificació individual |
| --------- | ------------------------ | ---------------------------------------------- |
| 2023      | -                        | Nickolas Zukowsky (40è)                        |

UCI Europa Tour
| Temporada | Classificació per equips | Millor ciclista en la classificació individual |
| --------- | ------------------------ | ---------------------------------------------- |
| 2023      | 5è                       | Matteo Moschetti (96è)                         |

UCI Oceania Tour
| Temporada | Classificació per equips | Millor ciclista en la classificació individual |
| --------- | ------------------------ | ---------------------------------------------- |
| 2023      | -                        | Damien Howson (16è)                            |

L'equip també participa de la Classificació mundial UCI.
| Temporada | Classificació per equips | Millor ciclista en la classificació individual |
| --------- | ------------------------ | ---------------------------------------------- |
| 2023      | 23è                      | Matteo Moschetti (119è)                        |

## Composició de l'equip
| \| Llista de l'equip 2024 \| Llista de l'equip 2024 \| Llista de l'equip 2024 \| Llista de l'equip 2024 \| \| Ciclista \| Data de naixement \| Equip previ \| \| \| -------------------------- \| ---------------------- \| ---------------------------------------------- \| ---------------------- \| \| Negasi Abreha \| 9 de maig de 2000 \| Team Qhubeka (2022) \| \| \| Xabier Mikel Azparren \| 25 de febrer de 1999 \| Euskaltel-Euskadi (2023) \| \| \| Matteo Badilatti \| 30 de juliol de 1992 \| Groupama-FDJ (2022) \| \| \| Gianluca Brambilla \| 22 de agost de 1987 \| Trek-Segafredo (2022) \| \| \| Walter Calzoni \| 8 de agost de 2001 \| Gallina-Ecotek-Lucchini (2022) \| \| \| Marcel Camprubí Pijoan \| 15 de setembre de 2001 \| EOLO-Kometa U23 (2022) \| \| \| Fabio Christen \| 29 de juny de 2002 \| EF Education-Nippo Development (2022) \| \| \| Filippo Colombo \| 20 de desembre de 1997 \| Tudor Pro Cycling Team (2022) \| \| \| Filippo Conca \| 22 de setembre de 1998 \| Lotto-Soudal (2022) \| \| \| David de la Cruz Melgarejo \| 6 de maig de 1989 \| Astana Qazaqstan Team (2023) \| \| \| Tom Devriendt \| 29 de octubre de 1991 \| Intermarché-Wanty-Gobert Matériaux (2022) \| \| \| Mark Donovan \| 3 de abril de 1999 \| Team DSM (2022) \| \| \| Alessandro Fancellu \| 24 de abril de 2000 \| Eolo-Kometa (2023) \| \| \| Frederik Frison \| 28 de juliol de 1992 \| Lotto Dstny (2023) \| \| \| Carl Fredrik Hagen \| 26 de setembre de 1991 \| Israel-Premier Tech (2022) \| \| \| Damien Howson \| 13 de agost de 1992 \| BikeExchange-Jayco (2022) \| \| \| Tobias Ludvigsson \| 22 de febrer de 1991 \| Groupama-FDJ (2022) \| \| \| Kamil Małecki \| 2 de gener de 1996 \| Lotto-Soudal (2022) \| \| \| Cyrus Monk \| 7 de novembre de 1996 \| Meiyo CCN Pro Cycling (2022) \| \| \| Matteo Moschetti \| 14 de agost de 1996 \| Trek-Segafredo (2022) \| \| \| Giacomo Nizzolo \| 30 de gener de 1989 \| Israel-Premier Tech (2023) \| \| \| Nicolò Parisini \| 25 de abril de 2000 \| Team Qhubeka (2022) \| \| \| Joey Rosskopf \| 5 de setembre de 1989 \| Human Powered Health (2022) \| \| \| Szymon Sajnok \| 24 de agost de 1997 \| Cofidis (2022) \| \| \| Jannik Steimle \| 4 de abril de 1996 \| Soudal Quick-Step (2023) \| \| \| Rory Townsend \| 30 de juny de 1995 \| Bolton Equities Black Spoke Pro Cycling (2023) \| \| \| James Whelan \| 11 de juliol de 1996 \| Glassdrive-Q8-Anicolor (2023) \| \| \| Nickolas Zukowsky \| 3 de juny de 1998 \| Human Powered Health (2022) \| \| \| \| \| \| \| \| Font: ProCyclingStats \| \| \| \| |                        |                                                |  |
| Llista de l'equip 2024 |                        |                                                |  |
| Ciclista | Data de naixement      | Equip previ                                    |  |
| Negasi Abreha | 9 de maig de 2000      | Team Qhubeka (2022)                            |  |
| Xabier Mikel Azparren | 25 de febrer de 1999   | Euskaltel-Euskadi (2023)                       |  |
| Matteo Badilatti | 30 de juliol de 1992   | Groupama-FDJ (2022)                            |  |
| Gianluca Brambilla | 22 de agost de 1987    | Trek-Segafredo (2022)                          |  |
| Walter Calzoni | 8 de agost de 2001     | Gallina-Ecotek-Lucchini (2022)                 |  |
| Marcel Camprubí Pijoan | 15 de setembre de 2001 | EOLO-Kometa U23 (2022)                         |  |
| Fabio Christen | 29 de juny de 2002     | EF Education-Nippo Development (2022)          |  |
| Filippo Colombo | 20 de desembre de 1997 | Tudor Pro Cycling Team (2022)                  |  |
| Filippo Conca | 22 de setembre de 1998 | Lotto-Soudal (2022)                            |  |
| David de la Cruz Melgarejo | 6 de maig de 1989      | Astana Qazaqstan Team (2023)                   |  |
| Tom Devriendt | 29 de octubre de 1991  | Intermarché-Wanty-Gobert Matériaux (2022)      |  |
| Mark Donovan | 3 de abril de 1999     | Team DSM (2022)                                |  |
| Alessandro Fancellu | 24 de abril de 2000    | Eolo-Kometa (2023)                             |  |
| Frederik Frison | 28 de juliol de 1992   | Lotto Dstny (2023)                             |  |
| Carl Fredrik Hagen | 26 de setembre de 1991 | Israel-Premier Tech (2022)                     |  |
| Damien Howson | 13 de agost de 1992    | BikeExchange-Jayco (2022)                      |  |
| Tobias Ludvigsson | 22 de febrer de 1991   | Groupama-FDJ (2022)                            |  |
| Kamil Małecki | 2 de gener de 1996     | Lotto-Soudal (2022)                            |  |
| Cyrus Monk | 7 de novembre de 1996  | Meiyo CCN Pro Cycling (2022)                   |  |
| Matteo Moschetti | 14 de agost de 1996    | Trek-Segafredo (2022)                          |  |
| Giacomo Nizzolo | 30 de gener de 1989    | Israel-Premier Tech (2023)                     |  |
| Nicolò Parisini | 25 de abril de 2000    | Team Qhubeka (2022)                            |  |
| Joey Rosskopf | 5 de setembre de 1989  | Human Powered Health (2022)                    |  |
| Szymon Sajnok | 24 de agost de 1997    | Cofidis (2022)                                 |  |
| Jannik Steimle | 4 de abril de 1996     | Soudal Quick-Step (2023)                       |  |
| Rory Townsend | 30 de juny de 1995     | Bolton Equities Black Spoke Pro Cycling (2023) |  |
| James Whelan | 11 de juliol de 1996   | Glassdrive-Q8-Anicolor (2023)                  |  |
| Nickolas Zukowsky | 3 de juny de 1998      | Human Powered Health (2022)                    |  |
| |                        |                                                |  |
| Font: ProCyclingStats |                        |                                                |  |

| \| Llista de l'equip 2023 \| Llista de l'equip 2023 \| Llista de l'equip 2023 \| Llista de l'equip 2023 \| \| Ciclista \| Data de naixement \| Equip previ \| \| \| ------------------------------------------ \| ---------------------- \| ----------------------------------------- \| ---------------------- \| \| Negasi Abreha \| 9 de maig de 2000 \| Team Qhubeka (2022) \| \| \| Matteo Badilatti \| 30 de juliol de 1992 \| Groupama-FDJ (2022) \| \| \| Jack Bauer \| 7 de abril de 1985 \| BikeExchange-Jayco (2022) \| \| \| Gianluca Brambilla \| 22 de agost de 1987 \| Trek-Segafredo (2022) \| \| \| Walter Calzoni \| 8 de agost de 2001 \| Gallina-Ecotek-Lucchini (2022) \| \| \| Marcel Camprubí Pijoan \| 15 de setembre de 2001 \| EOLO-Kometa U23 (2022) \| \| \| Fabio Christen \| 29 de juny de 2002 \| EF Education-Nippo Development (2022) \| \| \| Filippo Conca \| 22 de setembre de 1998 \| Lotto-Soudal (2022) \| \| \| Corey Davis \| 11 de octubre de 1992 \| Maloja Pushbikers (2022) \| \| \| Tom Devriendt \| 29 de octubre de 1991 \| Intermarché-Wanty-Gobert Matériaux (2022) \| \| \| Mark Donovan \| 3 de abril de 1999 \| Team DSM (2022) \| \| \| Alessandro Fedeli \| 2 de març de 1996 \| Eolo-Kometa (2022) \| \| \| Carl Fredrik Hagen \| 26 de setembre de 1991 \| Israel-Premier Tech (2022) \| \| \| Damien Howson \| 13 de agost de 1992 \| BikeExchange-Jayco (2022) \| \| \| Tobias Ludvigsson \| 22 de febrer de 1991 \| Groupama-FDJ (2022) \| \| \| Cyrus Monk \| 7 de novembre de 1996 \| Meiyo CCN Pro Cycling (2022) \| \| \| Matteo Moschetti \| 14 de agost de 1996 \| Trek-Segafredo (2022) \| \| \| Nicolò Parisini \| 25 de abril de 2000 \| Team Qhubeka (2022) \| \| \| Antonio Puppio \| 28 de abril de 1999 \| Israel Cycling Academy (2022) \| \| \| Joey Rosskopf \| 5 de setembre de 1989 \| Human Powered Health (2022) \| \| \| Szymon Sajnok \| 24 de agost de 1997 \| Cofidis (2022) \| \| \| Nickolas Zukowsky \| 3 de juny de 1998 \| Human Powered Health (2022) \| \| \| Pavel Novák (1 de ago–31 de des, aprenent) \| 3 de desembre de 2004 \| Ciclistica Trevigliese (2022) \| \| \| \| \| \| \| \| Font: ProCyclingStats \| \| \| \| |                        |                                           |  |
| Llista de l'equip 2023 |                        |                                           |  |
| Ciclista | Data de naixement      | Equip previ                               |  |
| Negasi Abreha | 9 de maig de 2000      | Team Qhubeka (2022)                       |  |
| Matteo Badilatti | 30 de juliol de 1992   | Groupama-FDJ (2022)                       |  |
| Jack Bauer | 7 de abril de 1985     | BikeExchange-Jayco (2022)                 |  |
| Gianluca Brambilla | 22 de agost de 1987    | Trek-Segafredo (2022)                     |  |
| Walter Calzoni | 8 de agost de 2001     | Gallina-Ecotek-Lucchini (2022)            |  |
| Marcel Camprubí Pijoan | 15 de setembre de 2001 | EOLO-Kometa U23 (2022)                    |  |
| Fabio Christen | 29 de juny de 2002     | EF Education-Nippo Development (2022)     |  |
| Filippo Conca | 22 de setembre de 1998 | Lotto-Soudal (2022)                       |  |
| Corey Davis | 11 de octubre de 1992  | Maloja Pushbikers (2022)                  |  |
| Tom Devriendt | 29 de octubre de 1991  | Intermarché-Wanty-Gobert Matériaux (2022) |  |
| Mark Donovan | 3 de abril de 1999     | Team DSM (2022)                           |  |
| Alessandro Fedeli | 2 de març de 1996      | Eolo-Kometa (2022)                        |  |
| Carl Fredrik Hagen | 26 de setembre de 1991 | Israel-Premier Tech (2022)                |  |
| Damien Howson | 13 de agost de 1992    | BikeExchange-Jayco (2022)                 |  |
| Tobias Ludvigsson | 22 de febrer de 1991   | Groupama-FDJ (2022)                       |  |
| Cyrus Monk | 7 de novembre de 1996  | Meiyo CCN Pro Cycling (2022)              |  |
| Matteo Moschetti | 14 de agost de 1996    | Trek-Segafredo (2022)                     |  |
| Nicolò Parisini | 25 de abril de 2000    | Team Qhubeka (2022)                       |  |
| Antonio Puppio | 28 de abril de 1999    | Israel Cycling Academy (2022)             |  |
| Joey Rosskopf | 5 de setembre de 1989  | Human Powered Health (2022)               |  |
| Szymon Sajnok | 24 de agost de 1997    | Cofidis (2022)                            |  |
| Nickolas Zukowsky | 3 de juny de 1998      | Human Powered Health (2022)               |  |
| Pavel Novák (1 de ago–31 de des, aprenent) | 3 de desembre de 2004  | Ciclistica Trevigliese (2022)             |  |
| |                        |                                           |  |
| Font: ProCyclingStats |                        |                                           |  |